# Eva Lieška
Eva Lieška (tudi Evelina ali Heva iz Liègea), belgijska redovnica, * okoli 1205, Liège, Belgija; +14. marec 1265, Liège, Belgija.
Skupaj s Julijo Lieško je ustanovila praznik svetega rešnjega telesa.
V času, ko je bila Julija Lieška priorka v samostanu Mont Cornillion v belgijskem mestu Liège, je bila redovnica Eva njena najboljša prijateljica. Takoj se je navdušila za idejo čaščenja svetega rešnjega telesa in podpirala Julijo tudi takrat, ko je bila večina proti njej. Po Julijini smrti leta 1258 je nadaljevala delo pri promociji čaščenja Najsvetejšega - svetega rešnjega telesa.
Njeno delo je bilo okronano z uspehom leta 1264, ko je papež Urban IV. (ki je bil prej naddiakon v Liègeu) prvič uradno praznoval praznik svetega rešnjega telesa. Ob tej priložnosti je papež poslal Evi bulo Transiturus in razglasil praznik kot obvezen za celotno Rimskokatoliško Cerkev. Svečano liturgijo za to priložnost je spisal Tomaž Akvinski.
Evino telo počiva v baziliki svetega Martina v Liègeu, v cerkvi, kjer so leta 1251 prvič (še neuradno) praznovali praznik svetega rešnjega telesa.
Eva Lieška goduje dne 26. maja po katoliškem koledarju, ponekod pa se je spominjajo tudi 14. marca, pa tudi 5. aprila - ko goduje njena tovarišica Julija.